# Pápua Új-Guinea zászlaja
Pápua Új-Guinea zászlaját Susan Hareho Karike diák tervezte. Pápua Új-Guinea először 1971. július 1-jén felvont zászlaja átlósan osztott. A bal alsó háromszög fekete színű, a Dél Keresztjének fehéren ábrázolt csillagaival, utalva az ország földrajzi elhelyezkedésére, Ausztráliához fűződő viszonyára, illetve az öt nővérről szóló helyi legendára. 
A jobb felső háromszög vörös alapszínen sárga színnel az ország jelképét, a Raggi-paradicsommadarat (Paradisaea raggiana) ábrázolja, amely csak Új-Guineán honos. A háromszögek színei a hagyományos népművészetben használt színekből erednek.